# Мелобосис
Мелобосис или Мелобосида (грч. Μηλοβοσις) је у грчкој митологији била нимфа.

## Митологија
Значење њеног имена је „храна од воћа“ или „храна оваца“, па је вероватно била епимелијада травнатих пашњака или дрвенастог воћа. У Океаниде су је сврставали Хесиод у теогонији и Хомер у својим химнама. Њу је помињао и Паусанија. Њено име је било и Мелобота.

## Биологија
Латинско име ових личности (Melebosis) је назив за род морских јежева.